# Green Bay Steamer
Green Bay Steamer ist ein Dampfauto, das am 17. Juli 1878 in den USA an einer Langstreckenfahrt über 200 Meilen teilnahm.
Bereits 1871 hatte A. J. Carhart aus Racine (Wisconsin) einen Dampfwagen erfolgreich vorgeführt. Dies veranlasste die Regierung des Bundesstaates Wisconsin, einen Preis von US$ 10.000 für jeden Bürger des Staates auszusetzen, der einen „billigen und praktischen Ersatz für Pferde und andere Tiere auf dem Highway (!) und der Farm“ erfände. Die Fahrt ging als Wisconsin reliability trial in die Automobilgeschichte ein.
Der Maschinist E.P. Cowles aus Wequiock bei Green Bay (Wisconsin) nahm die Herausforderung an. Sein Dampfauto wog respektable 6466 kg (14.255 lbs) – ohne den Anhänger, der mitgeführt wurde, um die Treibstoffvorräte für den Brenner und Wasser zu transportieren. Es hatte eine Zweikolben-Dampfmaschine mit drei Vorwärtsgängen und einem Rückwärtsgang. Das Fahrzeug konnte etwa 10 Meilen (18 km) zurücklegen, ehe Treibstoff für den Brenner und Wasser nachgefüllt werden musste; die Vorräte wurden auf einem Anhänger mitgeführt.
Cowles hatte zuvor schon einen Dampfwagen gebaut, diesen aber verkauft, um einen besseren Wagen für das Rennen zu finanzieren. Allerdings verkalkulierte er sich mit dem dafür benötigten zeitlichen Aufwand, sodass der Green Bay Steamer unfertig und grob zusammengezimmert wirkte.
Der Green Bay Steamer war trotz des deutlich höheren Gewichts das schnellere Fahrzeug, Cowles hatte jedoch das Pech, dass er mit seinem Gefährt früh in einen Abwasserkanal geriet. Die Reparaturen brauchten zu viel Zeit, sodass der Oshkosh Steam Wagon als Erster am 201 Meilen (323 km) entfernten Ziel eintraf.
Cowles entwarf danach Dampflokomotiven für den Austin & Pendleton Machine Shop in Warren (Ohio) und wechselte dann als Leiter des Zeichnungsbüros in die 1890 gegründete Packard Electric Company. Er half 1896 seinen Vorgesetzten William und James Ward Packard sowie J.H. Howry, Präsident der Packard Electric Company Ltd. of Canada, bei den ersten Zeichnungen für ein Automobil, das allerdings nicht realisiert wurde.